# Les Gémeaux (studio d'animation)
Pour les articles homonymes, voir Les Gémeaux.
Les Gémeaux est un studio d'animation français créé par Paul Grimault et André Sarrut entre 1936 et 1952.

## Histoire
Le studio, créé en 1936, produit des films publicitaires entre 1937 et 1940. 
Au début de la guerre, le studio produit des courts-métrages d'animation qui sont les seuls diffusés car les dessins animés américains étaient interdits et l'animation allemande n'existait pas.
Trois de leur courts métrages furent récompensés.
Après la guerre, le studio voulait faire un long-métrage à partir d'un conte, La Bergère et le Ramoneur. La production dura cinq ans. Paul Grimault et son associé Jacques Prévert furent renvoyés de la production et le film sortit en 1952. Bien qu'il reçut un prix, le coût du film était trop élevé et le studio fit faillite.
Par la suite, Paul Grimault créa Les Films Paul Grimault et André Sarrut un studio de publicité.

## Filmographie

### Films publicitaires
- Le Messager de la lumière
- Sain et Sauf
- L'Enchanteur est enchanté
- En plein mystère
- Terre !

### Courts métrages
- Mr. Pipe fait de la peinture (inachevé)
- Les Passagers de la Grande Ourse
- Le Marchand de notes
- L'Épouvantail (prix)
- La Machine à explorer le temps (inachevé)
- Le Voleur de paratonnerres (prix Biennale de Venise)
- Niglo Reporter (inachevé)
- La Flûte magique
- Le Petit Soldat

### Long-métrage
- La Bergère et le Ramoneur